# Лейтенант Ильин (эсминец)
Лейтенант Ильин (более известный как Краснознамённый эскадренный  миноносец «Войков»)  — эскадренный миноносец типа «Новик» (вторая серия).  Назван в честь лейтенанта Д. С. Ильина, героя Чесменского сражения (1770). Входил в состав Балтийского флота Российского императорского флота, затем — РККФ и ВМФ СССР.

## История

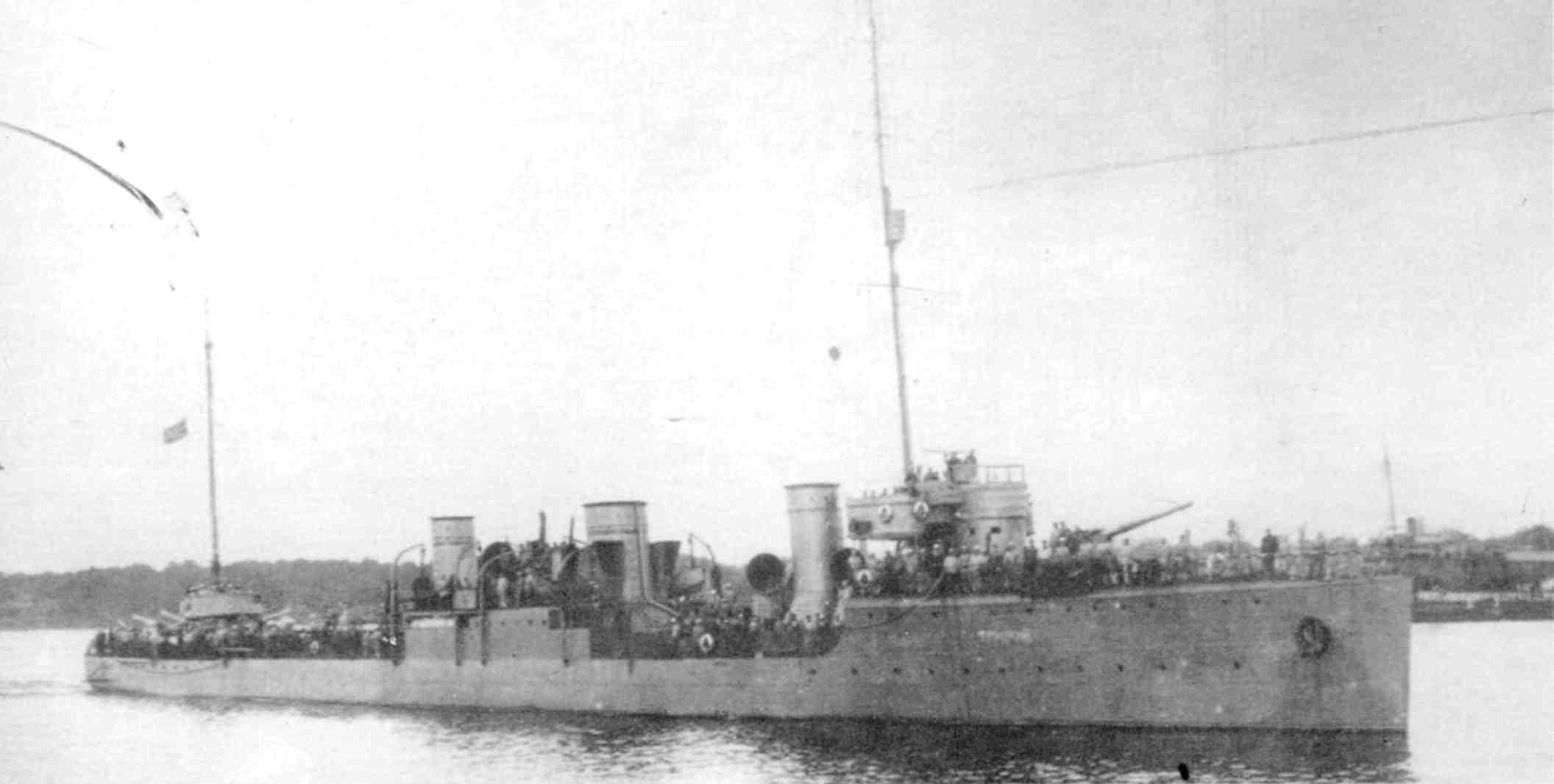
Эсминец «Троцкий»

### История переименований
- 1913–1919 — «Лейтенант Ильин»
- 3 июля 1919 — переименован в «Гарибальди»
- 31 декабря 1922 — получил название «Троцкий»
- 14 февраля 1928 — переименован в «Войков» (в честь П. Л. Войкова)
- 17 сентября 1945 — удостоен звания Краснознамённый (после награждения орденом Красного Знамени)
- 26 ноября 1953 — переклассифицирован в ПКЗ-52 (плавучая казарма)

### Служба
Участвовал в Первой мировой войне (Моонзудское сражение 1917 г., Ледовый поход БФ 1918 г.), Гражданской войне и Великой Отечественной войне. 1944–1945 гг. эсминец был модернизирован и перевооружен на Дальзаводе № 202 им. Ворошилова. Миноносец «Войков» под командованием капитана 3 ранга А. Н. Абызова участвовал в войне с Японией. В 1950-х годах выведен из боевого состава флота. 
Хронология
- 1 июня 1913 года в Санкт-Петербурге заложен под наименованием «Лейтенант Ильин».
- 28 ноября 1915 года спущен на воду.
- 13 декабря 1916 года вступил в строй.
- 21 апреля 1921 года вошёл в состав Балтийского флота Советской России.
- С 15 ноября 1924 года по 8 июня 1926 года и в 1933—1934 годах находился на капитальном ремонте.
- 2 июля 1936 года вместе с эсминцем «Сталин» в составе Экспедиции особого назначения № 3 под руководством Отто Шмидта убыл из Ленинграда во Владивосток по Беломорско-Балтийскому каналу и Северному морскому пути. В экспедиции участвовали также линейный ледокол «Фёдор Литке», ледокол «Красин», танкеры «ЛокБатан» и «Майкоп», транспортнопассажирский пароход «Анадырь».[1]
- 17 октября 1936 года прибыл на Дальний Восток и вошёл в состав Тихоокеанского флота, пройдя за одну навигацию свыше 7000 морских миль.
- На 9 августа 1945 года находился в составе 1-й бригады подводных лодок Тихоокеанского флота.
- 14 августа 1945 года эсминец «Войков» вышел из Владивостока в охранении ДК «ТДС-03» (с 7 танками Т-26 и 2 автомашинами) в Сейсин (Чхонджин), где обеспечивал высадку Сэйсинского десанта.
- 16 августа 1945 года обстрелял несколько объектов в Сейсине, где находились отдельные группы японских солдат.
- 21 августа 1945 года участвовал в высадке Гэндзанского десанта советских войск в порт Гензан (Вонсан), затем нёс конвойную службу.
- 17 сентября 1945 года эсминец «Войков» за мужество и героизм личного состава награждён орденом Красного Знамени.
- 17 июня 1949 года исключен из состава ВМФ.
- 23 сентября 1949 года передан Владивостокской организации ДОСФЛОТ для использования в качестве учебного корабля.
- 26 февраля 1953 года вновь принят в состав Тихоокеанского флота, переформирован в плавучую казарму «ПКЗ-52»
- 30 мая 1956 года исключен из списков ВМФ.
- 28 августа 1956 года сдан в отдел фондового имущества и впоследствии разобран на металл.

## Командиры
- 12.01.1915-хх.хх.1915 — капитан 2-го ранга Дмитриев, Иван Николаевич
- 03.10.1916-23.12.1917 — капитан 2-го ранга Кнорринг, Константин Николаевич
- хх.хх.1918-хх.хх.хххх — капитан 2-го ранга Павлинов, Андрей Яковлевич
- 10.10.1918-12.12.1918 — лейтенант Бобарыков, Николай Иванович
- xx.хх.1929-xx.хх.1930 — Левченко, Гордей Иванович
- xx.02.1931-xx.03.1932 — Новиков, Тихон Андреевич
- xx.04.1932-xx.02.1937 — капитан 3-го ранга Сухоруков, Максим Георгиевич
- xx.xx.1945-xx.xx.1946 — капитан 3-го ранга Абызов, Авив Николаевич